# Ernst Kuhnert
Ernst Kuhnert (* 23. August 1862 in Rosenberg, Westpreußen; † 23. November 1952 in Göttingen) war ein deutscher Bibliothekar und Archäologe.

## Leben
Ernst Kuhnert studierte Klassische Philologie, Alte Geschichte und Archäologie an der Universität Königsberg, wo ihn besonders Gustav Hirschfeld beeinflusste. Hirschfeld führte Kuhnert über die Abgusssammlung der Universität an sein eigenes Spezialgebiet, die griechische Plastik. Er betreute auch Kuhnerts Dissertation über den Aufstellungskontext antiker Statuen. Kuhnert wurde am 7. Juli 1883 mit dem höchsten Prädikat („egregie“) zum Dr. phil. promoviert. Nach einem Semester an der Berliner Universität (Wintersemester 1883/1884) legte er am 4. und 5. Juli 1884 die Lehramtsprüfung ab.
Nach dem Studium arbeitete Kuhnert zunächst einige Monate in der Antikensammlung der Königlichen Museen zu Berlin und absolvierte anschließend sein Probejahr im Schuldienst am Kneiphöfischen Gymnasium in Königsberg. Er fühlte sich jedoch mehr zur wissenschaftlichen Arbeit hingezogen, weshalb er zum 15. April 1887 den Schuldienst verließ und als Volontär in die Königliche und Universitätsbibliothek Königsberg eintrat. 1890 wechselte er an die Universitätsbibliothek Marburg, 1895 kehrte er nach Königsberg zurück. 1905 wurde er zum stellvertretenden Direktor der Universitätsbibliothek Greifswald ernannt, 1908 zum Direktor. 1921 wurde er Erster Direktor der Staatsbibliothek zu Berlin, wo er als „rechte Hand“ der Generaldirektoren Fritz Milkau und Hugo Andres Krüß tätig war und zum Geheimen Regierungsrat ernannt wurde. Anlässlich seiner Pensionierung (1928) erhielt Kuhnert eine Festschrift von seinen ehemaligen Kollegen. Im Jahr 1942 erhielt er die Goethe-Medaille für Kunst und Wissenschaft.
Nach dem Zweiten Weltkrieg zog Kuhnert von Berlin nach Göttingen, wo er am 23. November 1952 im Alter von 90 Jahren starb.
Kuhnerts wissenschaftliche Arbeit hatte wie seine Laufbahn verschiedene Schwerpunkte. In den Jahren nach dem Studium beschäftigte er sich mit der griechischen Kunst. Er verfasste unter anderem Artikel für Roschers Ausführliches Lexikon der griechischen und römischen Mythologie und Paulys Realencyclopädie der classischen Altertumswissenschaften (RE). Später konzentrierte Kuhnert seine Arbeit auf die Geschichte des Buch- und Bibliothekswesens.

## Schriften (Auswahl)
- De cura statuarum apud Graecos. Berlin 1883 (Dissertation) Digitalisat der Bayerischen Staatsbibliothek
- Statue und Ort in ihrem Verhältnis bei den Griechen. Eine archäologische Untersuchung. In: Neue Jahrbücher für classische Philologie. Supplement-Band 14 (1885), S. 245–340 (auch separat, Berlin 1885)
- Daidalos. Ein Beitrag zur Griechischen Künstlergeschichte. In: Neue Jahrbücher für classische Philologie. Supplement-Band 15 (1886), S. 183–223 (auch separat, Berlin 1886)
- Geschichte der Staats- und Universitäts-Bibliothek zu Königsberg. Von ihrer Begründung bis zum Jahre 1810. Leipzig 1910.
  - Aufl. 1926 Digitalisat des ZBW Kiel
- Zur Entstehung und Gestaltung des Gesamtkatalogs. In: Zentralblatt für Bibliothekswesen, Jg. 49, 1932, S. 117–130.
- Hans Widmann: Geschichte des Buchhandels vom Altertum bis zur Gegenwart. Die Entwicklung in Umrissen auf Grund der Darstellung von Ernst Kuhnert. Wiesbaden 1952